# Frederik Sophus Raben
Frederik Sophus Raben(-Levetzau) (20. december 1745 – 13. oktober 1820) var en dansk godsejer og officer.
Han var søn af stiftamtmand Christian Frederik Raben og Berte Scheel von Plessen og havde en mængde kendte brødre og søstre. 1758 blev Raben karakteriseret kornet i Livgarden til Hest, 1761 kammerjunker, 1762 virkelig kornet, forsat til Holstenske Kyrasserregiment, 1764 sekondløjtnant i Livgarden til Hest, 1767 karakteriseret premierløjtnant af Garden og ritmester af kavaleriet, 1768 generaladjudant hos Kongen og kammerherre, 1769 virkelig premierløjtnant i Garden, 1770 sekondritmester, men tog 1770 afsked fra Hæren på grund af svagelighed.
Raben blev 1774 ceremonimester, 5. maj 1777 hvid ridder (symbolum: In rectc decus), 1790 gehejmeråd og 1808 gehejmekonferensråd.
Han ejede Beldringe og Lekkende (fra 1774), stamhuset Restrup (som han overtog efter overenskomst med farbroderen og 1811 substituerede med en fideikommiskapital), Kjærstrup og Stenalt (1812-15). Da han kun ejede stamhuset ét år, før han nedlagde det, bar han kun ganske kortvarigt navnet Raben-Levetzau (som stamhusbesidderen var forpligtet til). Raben fornyede 1793 taget på Udby Kirke.